# 薩洛巴
薩洛巴（法語：Saloba），是馬里的城鎮，位於該國中部，由塞古區的馬西納省負責管轄，面積647平方公里，海拔高度273米，2009年人口35,328，人口密度每平方公里55人。